# Colonia Vicente Lombardo Toledano
Colonia Vicente Lombardo Toledano är en ort i Mexiko.   Den ligger i kommunen Fortín och delstaten Veracruz, i den sydöstra delen av landet, 230 km öster om huvudstaden Mexico City. Colonia Vicente Lombardo Toledano ligger 1 062 meter över havet och antalet invånare är 419.
Terrängen runt Colonia Vicente Lombardo Toledano är huvudsakligen kuperad, men den allra närmaste omgivningen är platt. Runt Colonia Vicente Lombardo Toledano är det tätbefolkat, med 550 invånare per kvadratkilometer. Närmaste större samhälle är Córdoba, 8,4 km sydost om Colonia Vicente Lombardo Toledano. Trakten runt Colonia Vicente Lombardo Toledano består till största delen av jordbruksmark.